# 坂仔镇
坂仔镇是中国福建省漳州市平和县下辖的一个镇。

## 历史
坂仔镇曾名宝鼎、宝野、双宝。1956年改为坂仔区，1958年成立坂仔公社。1983年改为坂仔乡，1992年改为坂仔镇。

## 行政区划
坂仔镇共辖1个社区、14个行政村，分别是：
绿城居委会、民主村、宝南村、东风村、心田村、东坑村、联建村、五星村、山边村、仁山村、西坑村、和平村、梨洋村、峨嵋村、金京洋村。